# Jusco Headquarters Building
Jusco Headquarters Building (jap. イオンタワー) – ukończony w 1994 roku biurowiec w Chiba, w Japonii. Wysokość budynku wynosi 112,5 metrów. Liczy 27 kondygnacji – 26 nadziemnych i 1 podziemną. Wybudowany został według projektu Kajima Design i Tohata Architects & Engineers.